# Mawlā
Il termine mawlā (in arabo مَوْلَى‎?) possiede un significato polisemantico.
Nell'Islam classico esso indicava ogni essere umano che, da schiavo, aveva acquistato la condizione di uomo libero, mantenendo tuttavia col suo vecchio padrone un vincolo sociale e giuridico di patronaggio, diventando così quello che nell'ambito antico romano era chiamato  cliens.
Nell'uso diffusosi nell'epoca successiva alla "Rivoluzione abbaside", in cui i mawali erano stati pienamente accettati a ogni livello nella società islamica, il sostantivo divenne un epiteto onorifico. Esso si diffuse specialmente in contesto sciita e sufi, venendo a significare "Maestro di vita e di dottrina", e fu questo, a puro scopo esemplificativo, il caso di Jalāl al-Dīn Rūmī, chiamato appunto Mawlawī (Mevlevi), ossia "Signor mio", tanto che la confraternita sufi da lui ispirata fu da allora chiamata Mawlawiyya (in turco Mevlevie). 

## Periodo pre-abbaside
La condizione era tipica di tutti i non-Arabi che, per le più varie ragioni (ma particolarmente per motivi bellici legati alle prime conquiste islamiche della Siria, Palestina, Mesopotamia, Egitto, Persia o della nordafricana Ifrīqiya), si erano trovati ipso facto ridotti alla giuridica situazione di schiavitù qualora avessero in precedenza resistito militarmente ai conquistatori musulmani ma fossero però stati da questi sconfitti.
La loro successiva eventuale conversione comportò la restituzione allo status di uomo libero ma, per un artifizio giuridico non esente da implicazioni sociali di una certa importanza, essi venivano affiliati giuridicamente alla tribù d'appartenenza di quanti avevano combattuto nell'area e l'avessero conquistata.
Della tribù vincitrice, quindi, i convertiti non-arabi acquistavano la nisba e con il suo capo (sayyid) venivano stretti al momento dell'affrancamento quei rapporti di patronato (in arabo walā' ) che faceva loro acquistare il nome di mawlà (pl. mawālī) (in arabo مَوَالِي‎?).
Dal walī (da non confondere col wālī, ovverosia "governatore") si riceveva quindi protezione e aiuto in caso di bisogno ma in cambio ci si assoggettava ad alcune corvées in caso di necessità, la più pesante delle quali era l'immediata disponibilità a mettersi in armi a disposizione del patrono che l'avesse richiesto.
La condizione dei mawālī  fu penosa per tutto il periodo omayyade quando, per motivi eminentemente finanziari, il regime califfale al potere negò loro i dovuti diritti che competevano a ogni uomo di condizione libera e di fede musulmana. Innanzi tutto il versamento della sola zakāt, con la pretesa invece che essi versassero ancora (per i motivi più pretestuosi) la jizya e l'eventuale kharāj, e poi l'accesso alle cariche e alle funzioni più lucrose e di rilievo della società islamica, in modo particolare quelle attinenti al campo della politica e dell'esercito. Non mancarono neppure abusi come quelli della traduzione forzosa nell'harem califfale di alcune belle fanciulle berbere e questo, tra l'altro, fu il motivo che mosse alla "Grande ribellione" i Berberi nell'VIII secolo d.C.
L'insoddisfazione fu assai più gravida di conseguenze nell'area iranica perché, specialmente in Khorasan, le tensioni sociali si coniugarono con quelle religiose attizzate dal proto-sciismo degli Alidi e innescarono poco prima del 750 la "Rivoluzione abbaside" che portò alla definitiva caduta degli Omayyadi e alla presa di potere della "Dinastia Benedetta".